# Вишневий Сад (зупинний пункт)
Вишневий Сад — пасажирський залізничний зупинний пункт Жмеринської дирекції Південно-Західної залізниці на двоколійній електрифікованій змінним струмом лінії Гречани — Тернопіль між станціями Гречани (6 км) та Чорний Острів (5,8 км). Розташований біля села Грузевиця Хмельницького району Хмельницької області.

## Пасажирське сполучення
На зупинному пункті зупиняються приміські електропоїзди сполученням Хмельницький — Підволочиськ.